# Trachymene gilleniae
Trachymene gilleniae är en flockblommig växtart som först beskrevs av Tate och Karel Domin, och fick sitt nu gällande namn av Brian Laurence Burtt. Trachymene gilleniae ingår i släktet Trachymene och familjen flockblommiga växter. Inga underarter finns listade i Catalogue of Life.